# فرودگاه دلما
فرودگاه دلما (انگلیسی: Dalma Airport) یک فرودگاه در جزیره دلما، امارات متحده عربی است.
این فرودگاه کوچک دارای یک باند آسفالت می‌باشد و مخصوص هواپیماهای کوچک و متوسط ساخته شده است.

## شرکت‌های هواپیمایی و مقصدها
| شرکت‌های هواپیمایی | مقصدهای پروازی           |
| ----------------- | ------------------------ |
| روتانا جت         | فرودگاه بین‌المللی ابوظبی |